# دين جاجر
دين جاجر (بالإنجليزية: Dean Jagger)‏ هو ممثل أمريكي، ولد في 7 نوفمبر 1903 في الولايات المتحدة، وتوفي في 5 فبراير 1991 بسانتا مونيكا في الولايات المتحدة. من الجوائز التي نالها جائزة الأوسكار لأفضل ممثل مساعد سنة 1949 وجائزة إيمي داي تايم ‏.

## أعمال

### أفلام
- (1940) بريغهام يونغ
- (1946) الأخت كيني
- (1953) الرداء
- (1956) الرجل العظيم
- (1959) قصة الراهبة
- (1960) إلمر جانتري
- (1977) نهاية العالم
- (1978) لعبة الموت

## جوائز وترشيحات
جوائز
- جائزة الأوسكار لأفضل ممثل مساعد (1949)
- جائزة إيمي داي تايم [الإنجليزية]‏

ترشيحات
- جائزة الأوسكار لأفضل ممثل مساعد

## وصلات خارجية
- دين جاجر على موقع IMDb (الإنجليزية)
- دين جاجر على موقع الموسوعة البريطانية (الإنجليزية)
- دين جاجر على موقع ألو سيني (الفرنسية)
- دين جاجر على موقع ميوزك برينز (الإنجليزية)
- دين جاجر على موقع تيرنر كلاسيك موفيز (الإنجليزية)
- دين جاجر على موقع أول موفي (الإنجليزية)
- دين جاجر على موقع قاعدة بيانات برودواي على الإنترنت (الإنجليزية)
- دين جاجر على موقع قاعدة بيانات الأفلام السويدية (السويدية)
- دين جاجر على موقع إن إن دي بي (الإنجليزية)
- دين جاجر على موقع قاعدة بيانات الفيلم (الإنجليزية)